# NGC 3635
NGC 3635 is een spiraalvormig sterrenstelsel in het sterrenbeeld Beker. Het hemelobject werd in 1886 ontdekt door de Amerikaanse astronoom Francis Preserved Leavenworth.

## Synoniemen
- MCG -1-29-9
- VV 724
- NPM1G -08.0342
- PGC 34717